# Hylaeus verticalis
Hylaeus verticalis là một loài Hymenoptera trong họ Colletidae. Loài này được Cresson mô tả khoa học năm 1869.